# Septimontium

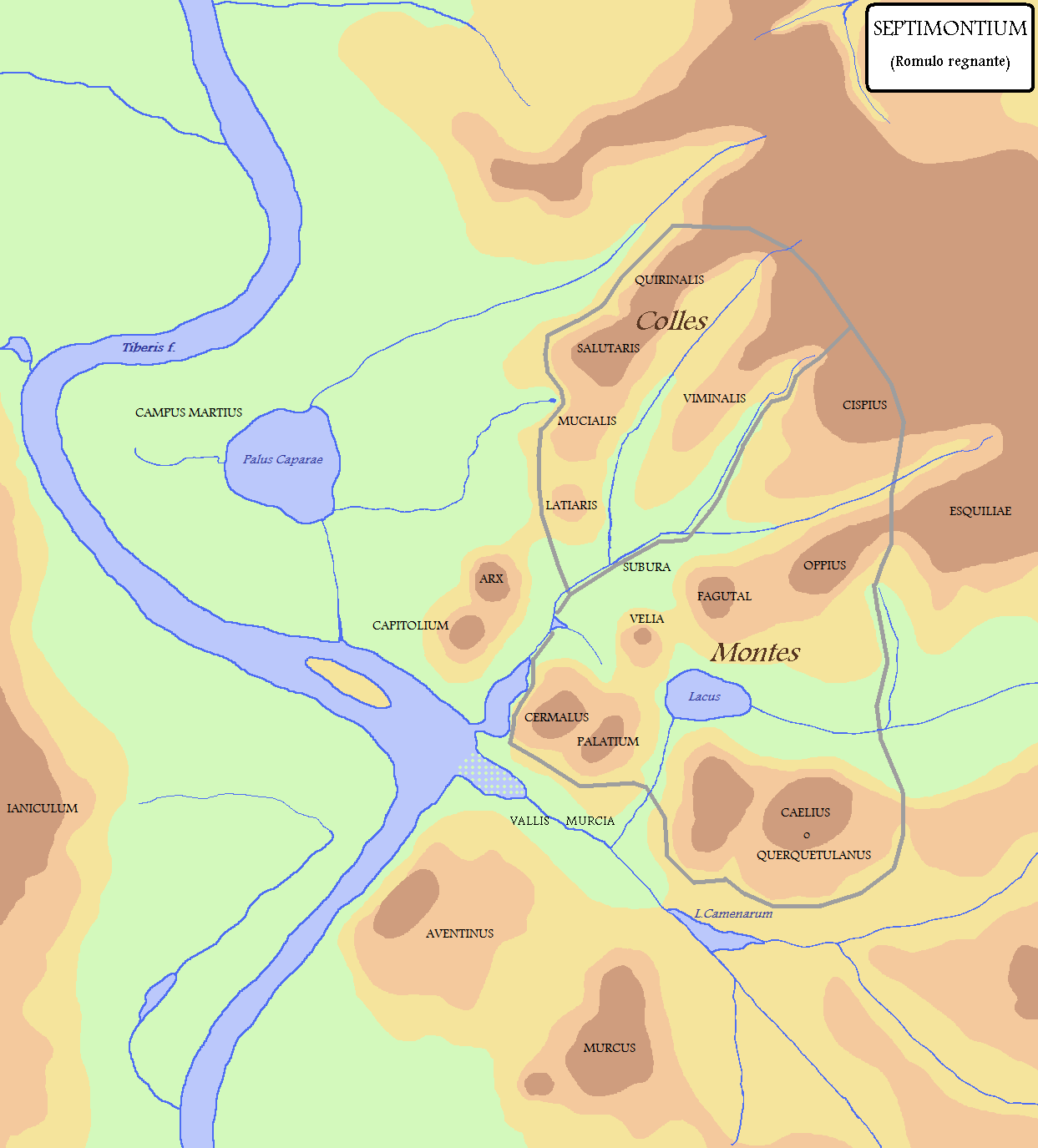
Mapa dels colles («turons») i de les montes («muntanyes») on se celebrava la Septimontium.

Septimontium era una festa romana que se celebrava el mes de desembre i només durava un dia, l'anomenat dies Septimontium o dies Septimontialis.

## Etimologia
Septimontium és una paraula que es va formar a partir de la unió dels termes llatins septem («set») i montium («muntanya, turó»), perquè la festa es va crear per commemorar que els set turons de Roma quedaven inclosos dins del recinte marcat per les noves muralles. Segons Marc Antisti Labeó la celebració no es feia als set turons de Roma pròpiament dits, sinó que anaven des de Palautali, al Palatí, passant per Velia fins al Fagutalis, a l'Esquilí, després per la Subura fins a Cermalus i pel Oppius i el Caelius al Cispius, a l'Esquilí. Diu també que el festival el va instituir Numa Pompili.
La festa es va establir en una època en què el Capitolí, el Quirinal i el Viminal encara no s'havien incorporat a Roma.
Una altra interpretació etimològica és que derivi de la paraula saept («divisió, partició»), perquè era una festa de les subdivisions de població que ocupaven els turons. Per exemple en la paraula montes (plural de montium) estaven incloses dues subdivisions del turó Palatí (el Cermalus i un altre també anomenat Palatinus) i tres dins l'Esquilí (Fagutalis, Oppius i Cispius), a diferència dels que més endavant s'anomenarien els set turons de Roma.

## Tipus de festa
Plutarc va comentar a la seva obra Quaestiones Romanae, que el sentit d'aquesta celebració era una mica obscur i de natura poc clara.
Fest la considerava una forma de l'Agonàlia, però per un passatge de Varró se sap que es feia cap a final del mes de desembre, mentre que l'Agonàlia es feia el dia 10 d'aquest mes.
Segons Varró no tenia caràcter de feriae populi (de caràcter urbà), sinó que era de caràcter rural, com les feriae semantivae o pagnalia.

## La celebració
Es coneixen pocs detalls de la celebració, la major part descrita per Festus. Sembla que originalment es feia una processó passant pels turons i els seus habitants oferien sacrificis als déus, de forma privada a cada un dels 27 sepulcres dels argei.
Durant el Septimontium en el període republicà, els romans s'havien d'abstenir d'usar carruatges tirats per cavalls.